# بوب ماكليود (فنان قصص مصورة)
بوب ماكليود (بالإنجليزية: Bob McLeod)‏ هو فنان قصص مصورة أمريكي، ولد في 9 أغسطس 1951 في تامبا في الولايات المتحدة.

## وصلات خارجية
- الموقع الرسمي